# Ninjask
Ninjask is een Pokémonwezen geïntroduceerd in de derde generatie van de Pokémon spellen, in Pokémon Ruby en Sapphire. Het is een Insect- en Vliegtype Pokémon die bekend staat om zijn snelheid. Ninjask is dan ook de snelste niet-legendarische Pokémon, met een basisstatistiek van 160 in Snelheid. Ninjask lijkt te zijn gebaseerd op volwassen cicaden en ninja's.
Ninjask is de evolutie van Nincada. Wanneer Nincada naar Ninjask evolueert ontstaat er ook een Shedinja, mits de speler een Pokébal en ruimte in de party heeft. Nincada evolueert in de spellen vanaf level 20.

## Ruilkaartenspel
Er bestaan negen standaard Ninjask kaarten, allemaal met het type Gras als element.